# Acronia
Acronia é um género botânico pertencente à família das orquídeas (Orchidaceae). Foi proposto por Presl em Reliquiae Haenkeanae 1: 103, em 1827, ao descrever a espécie tipo, Acronia phalangifera. O gênero esteve relegado  ao esquecimento desde sua proposta até que recentemente foi restabelecido por Carlyle August Luer.
Segundo Luer, este gênero é constituído por três das antigas secção de Pleurothallis: Amphygiae, Acronia e Macrophyllae-Fasciculatae. As duas últimas dessas três seções são mais parecidas entre si e compartilham ramicaules bem desenvolvidos, inflorescências terminais, folhas sésseis e flores de coluna curta com antera apical e estigma transversal, muitas vezes bilobulado.

## Distribuição
As três secções são mantidas sob o novo gênero. As duas primeiras contam cerca de cinqüenta espécies e a última por volta de duzentas e trinta. São nativas do noroeste sulamericano, em áreas próximas aos Andes, chegando até a Bolívia central, além de cerca de quarenta espécies na América Central. Apenas umas poucas eventualmente poderão ser encontradas no Brasil. Por hora trataremos apenas da terceira seção.

### SecçãoMacrophyllae-FasciculataeLindley
É um dos maiores e mais homogêneos grupos dentre as Pleurothallis, que caracteriza-se por apresentar inflorescência uni ou multiflora que brota do ápice do bem desenvolvido ramicaule, junto à base de uma folha séssil que pode apresentar o formato aproximado de um pingo d'água ou coração, pontudas na extremidade. Com uma única exceção, são plantas de crescimento cespitoso. A planta tipo desta secção é a Pleurothallis grandiflora Lindley.
As flores das espécies desta secção apresentam sépalas dorsais livres, não raro eretas, laterais concrescidas e pétalas muitas vezes de margens serrilhadas. Todas as características mencionadas acima são compartilhadas por diversas espécies de Acianthera, entretanto, destas Acronia e particularmente esta secção, se distinguem pelo labelo e coluna.
Conforme Luer explica, o labelo de Acianthera é espesso, mais ou menos verrucoso no ápice, no centro côncavo entre um par de calos, e na base truncado, frequentemente bilobulado como freqüentemente acontece também em Specklinia. Trata-se aqui de duas pequenas aurículas na base do labelo que somente podem ser vistas ao desmontar a flor. O labelo de Acronia, é mais ou menos cordado, nunca bilobulado na base, onde não raro apresenta um glenium.
A coluna de Acianthera é semiterete, auriculada ou alada, apresenta antera mais ou menos ventral, abrigada pelo clinândrio, e estigma unilocular. Em Acronia a coluna não tem asas, é curta, com antera apical e estigma transversal comum biloculado, como já dissemos.
Apenas uma das espécies de Pleurothallis do Brasil pertence a esta secção, a Pleurothallis discoidea (Lindley) Luer, cuja ocorrência no Brasil foi redescoberta em recente expedição ao Monte Caburaí, pois já havia sido coletada na década de sessenta no Amapá e em Roraima. Há também informações de que a Acronia cordata (Ruiz & Pavón) Luer e a Acronia undulata (Poepp. & Endl.) Luer teriam sido recentemente encontradas no norte de Roraima.
Sua filogenia situa este gênero muito próximo de Pleurothallis no clado e há taxonomistas que contestem sua separação.